# Пакер, Герберт
Герберт Лесли Пакер (англ. Herbert Leslie Packer, 1925, Джерси-Сити, Нью-Джерси — 6 декабря 1972) — американский профессор права и криминолог. Его ключевой работой является книга «Пределы уголовного наказания» (1968), в которой предложены две модели системы уголовного правосудия: модель контроля за преступностью и модель надлежащей правовой процедуры. Эти модели оказали огромное влияние на дебаты по криминологии и уголовной политике и до сих пор включены в учебники по криминологии для студентов старших курсов. 

## Биография
Пакер родился в Джерси-Сити, штат Нью-Джерси. В 1944 году он получил степень бакалавра в области государственного управления и международных отношений в Йельском университете и был принят в общество Phi Beta Kappa. В 1949 году он получил степень бакалавра права в Йельской школе права и был редактором статей в журнале The Yale Law Journal.
С 1949 по 1950 год Пакер работал помощником судьи Томаса Уолтера Суона. Поработав в юридической фирме Cox, Langford, Stoddard & Cutler, в 1956 году он стал профессором права в Стэнфорде. В 1958 году он женился на Нэнси Хаддлстон Пакер, писательнице и дочери члена Палаты представителей США Джорджа Хаддлстона. Их дети — Энн Пакер и Джордж Пакер — стали писателями. С 1967 по 1969 год он был проректором по академическому планированию и программам в Стэнфорде. Он перенёс серьёзный инсульт в 1969 году, но вернулся в Стэнфорд в том же году. Пакер стал профессором права имени Джексона Эли Рейнольдса в 1971 году.
В 1969 году Пакер перенёс инсульт, который частично парализовал его. Три года спустя, в возрасте 46 лет, он покончил жизнь самоубийством в Сан-Франциско. Он не закончил запланированную биографию судьи Лернеда Хэнда.
В статье в The Nation под названием «Мера достижений» (1964) Пакер пришёл к выводу, что комиссия Уоррена проделала «добросовестную и временами блестящую работу» по составлению доклада Уоррена, и согласился с тем, что она доказала «вне всякого разумного сомнения», что президент США Джон Ф. Кеннеди был убит Ли Харви Освальдом.